# Argiolestes sidonia
Argiolestes sidonia är en trollsländeart som beskrevs av Martin 1909. Argiolestes sidonia ingår i släktet Argiolestes och familjen Megapodagrionidae. Inga underarter finns listade i Catalogue of Life.